# Piet de Jong (Künstler)
Pieter „Piet“ Christiaan Leonardus de Jong (* 8. August 1887 in Leeds; † 20. April 1967 auf Kreta) war ein Künstler, der an der Illustration und Rekonstruktion archäologischer Stätten im Mittelmeerraum gearbeitet hat, einschließlich Mykene, Knossos, Sparta, Eutresis, Gordion, am Nestorpalast sowie der Athener Agora. Er arbeitete dabei mit führenden Archäologen des 20. Jahrhunderts in Griechenland zusammen. Dabei prägte er kraft seiner Illustrationen, die teilweise auf wenigen gefundenen Fragmenten beruhten, die Vorstellung der damaligen Zeit mit.

## Leben und Beruf
Pieter Christiaan Leonardus de Jong wurde am 8. August 1887 in Leeds, England, geboren. Sein Vater, Jacques Leonardus de Jong († 1916), war ein niederländischer Immigrant, der 1885 zwecks Arbeit nach Yorkshire zog. Dort lernte er Rosa Teale de Jong (geb. Ramsden, † 1942), aus Yorkshire, kennen, die früh verwitwet war und heiratete sie. Väterlicherseits entstammte er eine Holzhändlerfamilie, während der Großvater mütterlicherseits Künstler oder Mechaniker war. Piet hatte zwei Geschwister: eine ältere Halbschwester seitens der Mutter, Gwendolyn (* 1880 † 1961) und einen jüngeren Bruder, Arton Carl (* 1893, † 1952).
Für seine Ausbildung besuchte er zunächst die Leeds Modern School. Später studierte Piet am Leeds Institute of Science, Art, and Literature, wo er Architektur studierte. Nach Abschluss seines Studiums gewann de Jong mehrere Architekturpreise, darunter zwei von der West Yorkshire Society of Architects (Preis 1908, Silbermedaille 1909). 1912 erhielt Piet de Jong die Soane-Medaille, die mit einem Reisestipendium in Höhe von 50 Pfund vom Royal Institute of British Architects verbunden war. Mit diesem Preisgeld konnte er 1912 nach Italien reisen, um klassische Architektur zu studieren. 1913 kehrte er als Mitglied des Leedser Architekturbüros Schofield and Berry nach London zurück. Ebenfalls 1913 entwarf de Jong sein erstes und einziges Gebäude in England: die First Church of Christ Scientist in Leeds. 1914 brach der Erste Weltkrieg aus, und 1916 trat er als Obergefreiter in das Army Cyclist Corps ein. In jenem Jahr starb auch sein Vater. Obwohl die genauen Details seiner Teilnahme am Ersten Weltkrieg unbekannt sind, diente er höchstwahrscheinlich als Teil der East Riding Yeomanry.
Piet de Jong reiste 1919 im Rahmen des Wiederaufbauprogramms für Ostmakedonien nach Griechenland. Zu dieser Zeit lernte er den Ausgräber von Mykene, Alan Wace, kennen. 1920 begann de Jong als Architekt und archäologischer Illustrator für die Ausgrabungen in Mykene zu arbeiten. Er war bis 1923 an den Ausgrabungen in Mykene beteiligt und schuf in dieser Zeit die berühmte Rekonstruktion des Gräberrund A.
Von den 1920er bis in die 1950er Jahre setzte de Jong seine Fähigkeiten als Architekt und Künstler für die Illustration, Dokumentation und Rekonstruktion einiger der berühmtesten Ausgrabungen der mediterranen Archäologie ein. 1921 arbeitete er unter Hetty Goldman bei den Ausgrabungen in Halai. Ebenfalls 1921, am 14. Februar, heiratete Piet de Jong seine Frau Euphemia Williamson Skinner, genannt Effie (* 1882 Edinburgh; † 1965). Zum Zeitpunkt ihrer Heirat lebte Effie in Athen und arbeitete als Englischlehrerin. Sie begleitete Piet de Jong auf vielen seiner archäologischen Projekte. Seine Arbeit in Mykene verschaffte ihm einen guten Ruf, und 1922 wurde er von Sir Arthur Evans für die Dokumentation und Rekonstruktion des Palastes von Knossos auf Kreta engagiert. Als Ausgrabungsarchitekt trat de Jong die Nachfolge von Theodore Fyfe (Architekt in Knossos von 1900 bis 1904) und Christian Doll an und erweiterte deren frühere Rekonstruktionsmaßnahmen erheblich. Im Gegensatz zu Fyfe und Doll war de Jong der erste Knossos-Architekt, der das ganze Jahr über in Griechenland lebte.

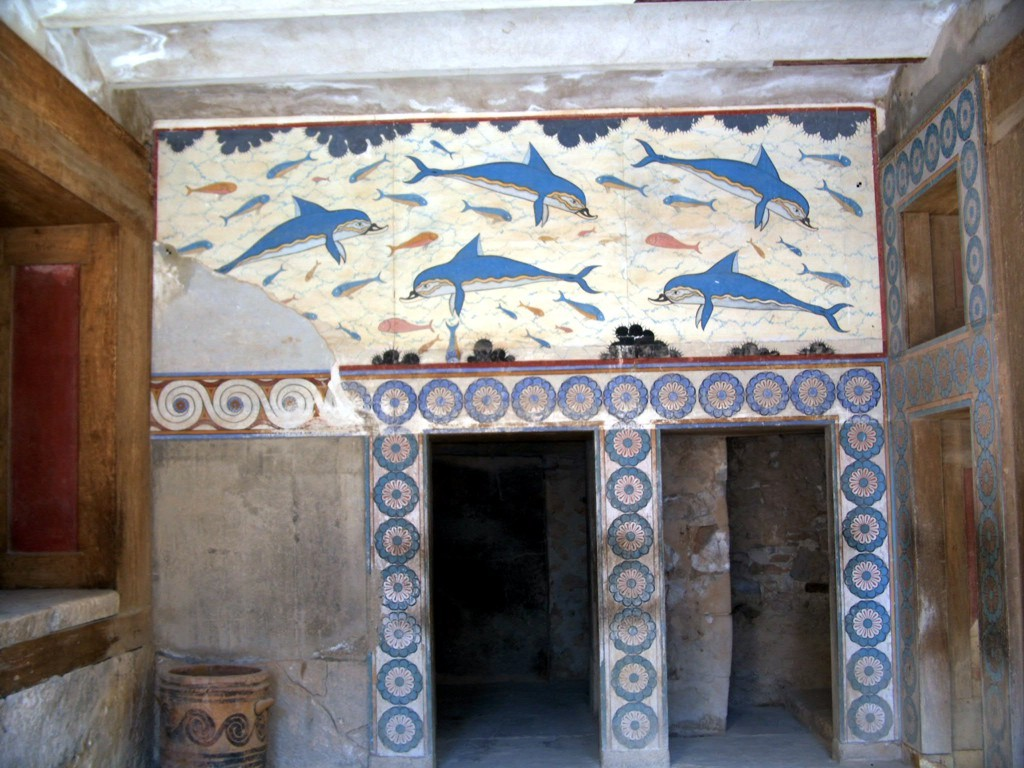
Piet de Jongs Rekonstruktion des Delfin-Freskos, Knossos

1923 wurde de Jong zum ersten offiziellen Architekten der British School at Athens ernannt. Viele der Veröffentlichungen zu archäologischen Funden, die während dieser Zeit von der British School herausgegeben wurden, enthalten Pläne, Tafeln und Zeichnungen von de Jong. Von 1923 bis 1926 arbeitete de Jong in Sparta und 1924 in Eutresis. In den 1920er Jahren war er auch in Zygouries tätig, wo Carl Blegen Ausgrabungen durchführte, sowie in Korinth unter Bert Hodge Hill und Leslie Shear.

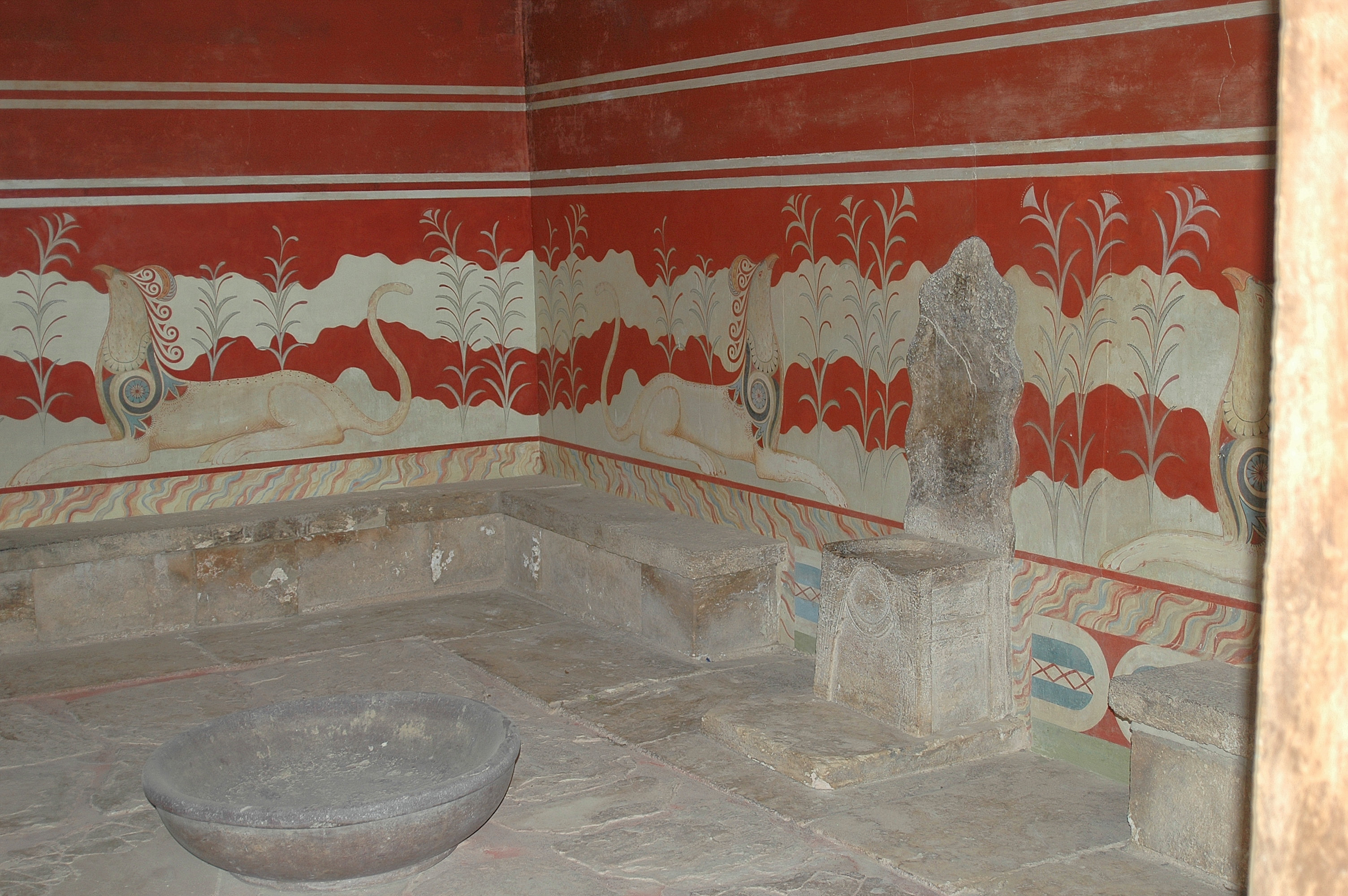
Seine Rekonstruktion des Thronsaals, Knossos

Piet de Jong kehrte von 1922 bis 1930 jedes Jahr nach Kreta zurück. Während dieser Zeit entwarf und leitete er einen Großteil der Rekonstruktionsarbeiten in Knossos. Diese Arbeiten umfassten sowohl architektonische Rekonstruktionen (insbesondere das Megaron der Königin und den Thronsaal) als auch Fresken (das Delfinfresko).
1930 erwarben die de Jongs ein Haus in Snetterton, Norfolk.
In den 1930er Jahren fertigte de Jong Zeichnungen für die archäologischen Ausgrabungen in Perachora und Prosymna an und begann 1932 als Illustrator für die Ausgrabungen in der Athener Agora zu arbeiten. Die Ereignisse des Zweiten Weltkriegs zwangen de Jong von 1939 bis 1947 zur Rückkehr nach Norfolk.

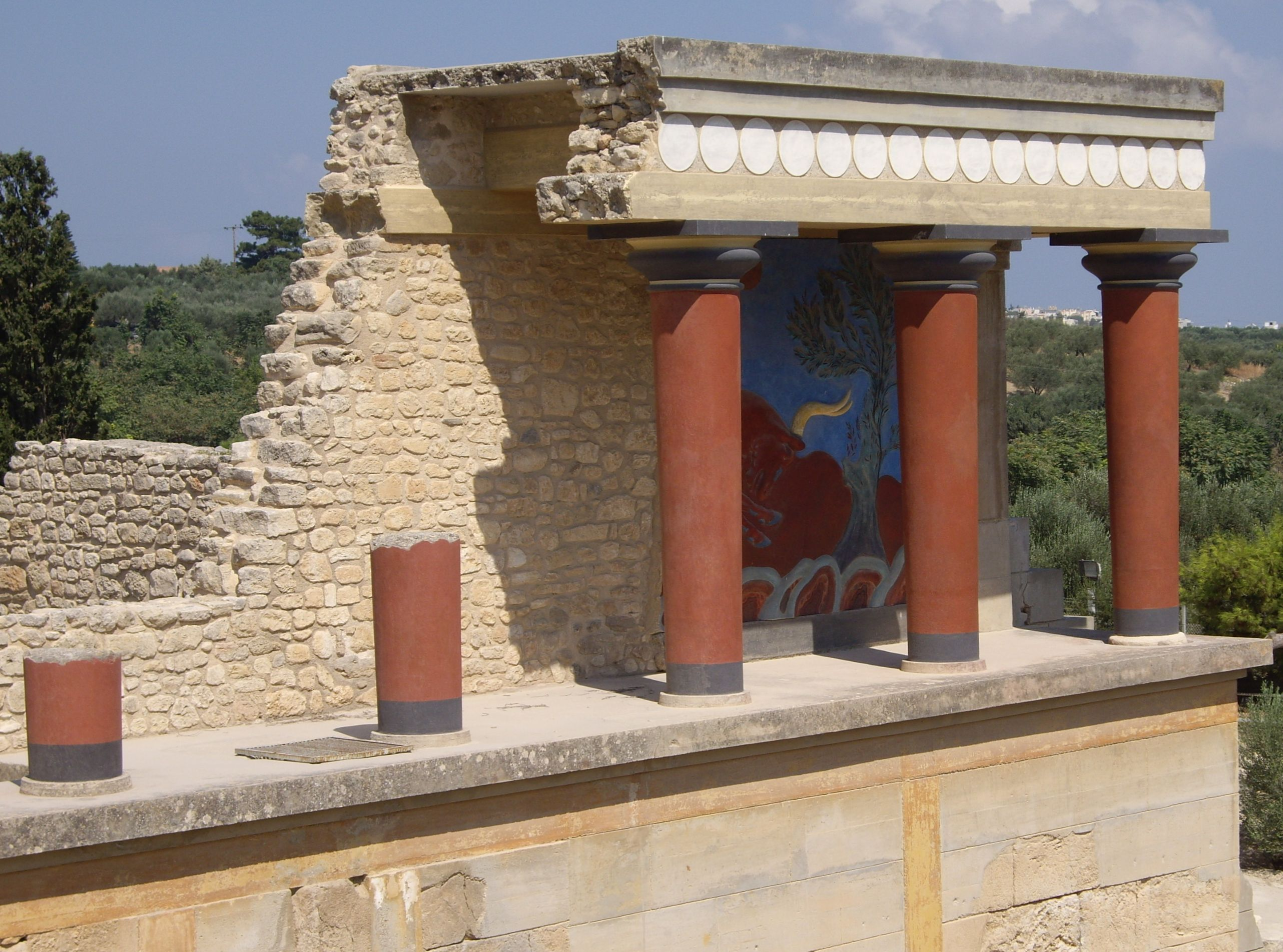
Piet de Jongs Rekonstruktion des Palastes von Knossos

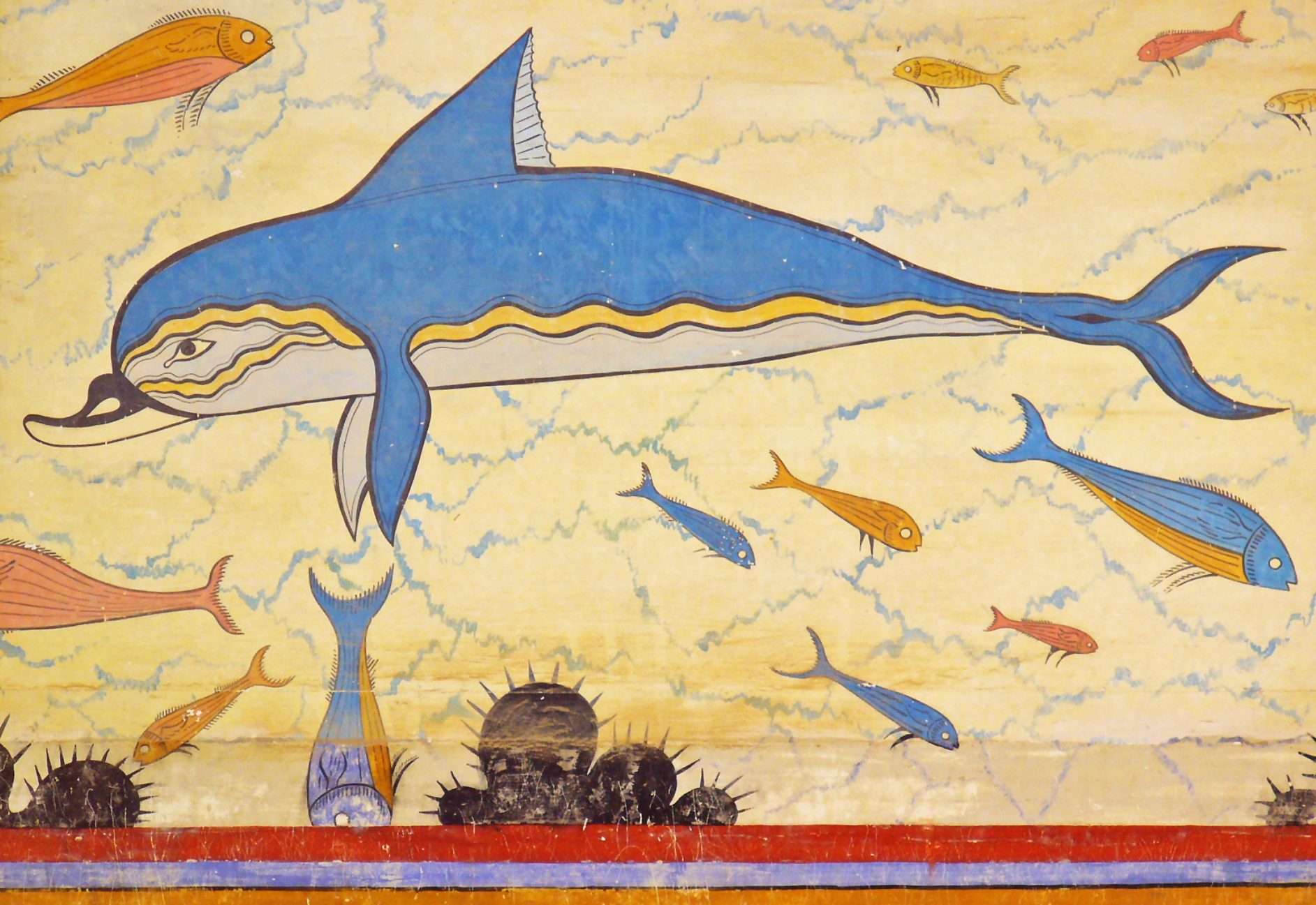
Delphinus delphis 02

1947 kehrte de Jong als Kurator von Knossos nach Kreta zurück. Die Ausgrabungen in Knossos wurden nun von Sinclair Hood geleitet, der de Jong weiterhin mit der Dokumentation und Rekonstruktion des Materials aus Knossos beauftragte. 1952 gab de Jong seine Stelle als Verwalter von Knossos auf, fertigte jedoch weiterhin Aquarelle und Rekonstruktionen sowohl in Knossos (1957–61) als auch für eine Reihe anderer archäologischer Projekte an. 1957 schuf er Aquarellrekonstruktionen der Fresken aus dem sogenannten „Bemalten Haus“ in Gordion. Etwa zur gleichen Zeit fertigte de Jong auch die Tafeln für die von John Caskey in Kea ausgegrabenen Fundstücke an. Bis 1965 arbeitete de Jong erneut für Carl Blegen in Pylos, wo er seine berühmten Rekonstruktionen sowohl des Palastes des Nestor als auch seines reich verzierten Fußbodens anfertigte. Sein letzter archäologischer Auftrag, die Aquarellreproduktion mehrerer Fresken aus der minoischen Zeit, begann 1966 auf Kreta. Während er noch auf Kreta an diesen Fresken arbeitete, starb Piet de Jong am 20. April 1967 im Alter von 79 Jahren. Eine Hinterlassenschaft von de Jong an die British School in Athen ermöglichte die Erweiterung des Stratigraphischen Museums in Knossos.

### Archäologische Illustration und Rekonstruktion
Als archäologischer Illustrator und Architekt war de Jong sowohl für die genaue Dokumentation als auch für die Rekonstruktion einer Vielzahl archäologischer Materialien verantwortlich, darunter Keramik, Fresken, Figuren oder andere Kleinkunstgegenstände und Architektur. Aquarelle, sowohl transparent als auch deckend (Gouache), auf Papier waren de Jongs bevorzugtes Medium für die Ausführung archäologischer Illustrationen. De Jong schuf auch zahlreiche Bleistift- und Tuschezeichnungen.
Piet de Jong war ein talentierter Künstler. Allerdings hatte er keine archäologische Ausbildung. Viele seiner Rekonstruktionen nehmen extreme künstlerische Freiheiten bei der Interpretation der archäologischen Überreste in Anspruch. So basiert beispielsweise seine Rekonstruktion des Delfin-Freskos in Knossos auf nur wenigen Freskenfragmenten.
Darüber hinaus erstellte de Jong keine Dokumentation, die nach modernen, quantitativen Standards der archäologischen Aufzeichnung als ausreichend angesehen werden könnte. Eine weitere Gruppe von Beispielen sind de Jongs Illustrationen von Keramikfunden. Moderne Zeichnungen archäologischer Keramik enthalten in der Regel sowohl einen „Schnitt“ oder eine Profilzeichnung des Gefäßes als auch eine „Aufrisszeichnung“, also eine Darstellung seiner Außenseite. Im Gegensatz dazu enthalten die Illustrationen von de Jong keinen Schnitt und keine Aufrisszeichnung, sondern zeigen in der Regel das gesamte Außenprofil des Gefäßes, oft aus einer verzerrten Perspektive, um dem Betrachter so viele charakteristische Merkmale des Objekts wie möglich sichtbar zu machen.

### Karikaturen
Piet de Jong war auch ein talentierter Karikaturist. Vierundvierzig Karikaturen von de Jong, ebenfalls in Aquarell, wurden veröffentlicht. Die meisten Motive für diese Bilder waren Archäologen, die an den Ausgrabungen arbeiteten, für die de Jong als Architekt tätig war. Zu den berühmtesten seiner wissenschaftlichen Motive zählen Sir Arthur Evans, der Ausgräber von Knossos, und Alan Wace, der Ausgräber von Mykene. Andere Karikaturen zeigen Studenten und andere „Hellenophile“, die in Athen lebten und entweder mit der American School of Classical Studies at Athens oder der British School in Athen in Verbindung standen. In seinem Testament vermachte de Jong seine persönlichen Karikaturen und andere Aquarelle dem minoischen Archäologen Sinclair Hood; diese Kunstwerke werden seit 1990 im Archiv des Knossos Trust aufbewahrt.